# Bence Bánhidi
Bence Bánhidi (9. veljače 1995.), mađarski je rukometaš SC Pick Szegeda i mađarske reprezentacije.
Sudjelovao na svjetskim prvenstvima u Danskoj 2019. i u Egiptu 2021.

## Vanjske poveznice
- Oregfiuk.hu  Arhivirana inačica izvorne stranice od 26. siječnja 2016. (Wayback Machine)
- Balatonfuredikc.hu